# 本多喜久雄
本多 喜久雄（ほんだ きくお、1963年7月6日 - ）は実業家。株式会社グローバルコーチング代表取締役CEO。

## 経歴
- 1963年 - 東京都に生まれる。
- 1983年 - 都立国立高校卒業（米国ワイオミング州 Campbell County High Schoolに留学。1982年卒業）
- 1987年 - 慶應義塾大学経済学部卒業後、株式会社リクルートに入社。社内のインターネットベンチャー （YYplanet.com）で アジア太平洋マーケット責任者。
- 1996年 - 同社所属時に、米国サンフランシスコにて、コーチング研修（Coaches Training Institute）に参加。リクルートのマネージャーとして、コーチングを通して社内でのチームビルディングや部下の育成、売上拡大や新規事業の立ち上げ等を実施。
- 2006年 - リクルートを退社後、プランニング会社（YYplanet.com）、インターネット通信ベンチャー・映像制作会社（株式会社メディア）、戦略プラニング・映像制作会社（株式会社青山プラニングアーツ）にて営業責任者、COO（副社長）を歴任。
- 2007年 - プロフェッショナル コーチング オフィス『Sono Contento』（現：株式会社グローバルコーチング）を設立。
- 2012年 - 株式会社グローバルコーチングに組織変更。現在に至る。

## 資格
- 米国CTI認定 プロフェッショナル・コーアクティブ・コーチ(CPCC)
- 財団法人 江副育英会（リクルートスカラシップ）評議員

## 人物
1963年7月6日に東京都に生まれ、都立国立高校を卒業後、慶應義塾大学経済学部へ入学。卒業後、株式会社リクルートに入社。
リクルート所属時代に米国サンフランシスコにてコーチング研修に参加し、その後リクルートのマネージャーとして、コーチングを通して社内でのチームビルディングや部下の育成、新規事業の立ち上げ等に従事。
リクルート退社後はプランニング会社、映像製作会社にて営業責任者、COO（副社長）を歴任し、2007年プロフェッショナルコーチングオフィス『Sono Contento』（現：株式会社グローバルコーチング）を設立。現在に至る。
本多のコーチングは経営者のみを対象とし、密室にて行う独特のスタイルを採用。
株式会社カヤック（柳澤大輔）、ChatWork株式会社（山本敏行）、株式会社アラタナ（濱渦伸次）、株式会社ランサーズ（秋好陽介）など様々なベンチャー経営者の相談役である。